# 花开有声
《花开有声》是小岛指导，郭广平等人出演的一部电视剧，该剧主要讲述的是四个残疾的孩子通过自己的努力，适应社会的故事。，该剧于2007年在央视台8套进行首播。

## 剧情简介
阿桃因为一些原因，收留了三个残障儿童，而后，她的儿子和这三个残障的孩子通过自己的努力，逐渐适应了社会，并都拥有了自己的成就。

## 演员表
- 郭广平 饰 刘通州
- 赵子琪 饰 兰子
- 舒畅 饰 月月
- 何军权 饰 南飞
- 严晓频 饰 阿桃
- 于小慧 饰 杨柳
- 侯长荣 饰 田明
- 高英 饰 方茹
- 卞涛 饰 黄刚
- 周媛媛 饰 沙莎

## 音乐原声
- 主题曲
  - 曲名：幸福与美好同在
  - 作词：
  - 作曲：
  - 演唱：袁园

## 其他
- 在本作中，饰演南飞的何军全是残疾运动员游泳冠军。[5][6]
- 赵琳在出演该作前，曾和盲人进行过交流。

## 所获奖项
- 该作在2010年的江苏省第7届“五个一工程奖”中获奖。[7]

## 相關連結
- 豆瓣电影上《花开有声》的資料 （简体中文）
- 央视网链接 （页面存档备份，存于）